# Kaaba
Pour les articles homonymes, voir Ka'ba (homonymie).
La Kaaba, Ka'ba ou Ka'aba (en arabe : الكَعْبة al-ka'ba, « le cube »), est un édifice recouvert d'une étoffe de soie noire, la kiswa, presque au centre de la cour de la grande mosquée de la Mecque (al-Masjid al-haram). Elle est le lieu le plus sacré de l'islam, et elle est entourée de différents édicules. Dans l'angle sud-est du bâtiment est enchâssée la pierre noire.
C'est vers la Kaaba que les musulmans du monde entier se tournent (y compris lorsqu'ils sont à l'intérieur du Masjid al-Haram) pour accomplir leurs prières quotidiennes. Et c'est autour de la Kaaba que les pèlerins effectuent les sept tours du rite du tawaf (circumambulation), tout spécialement lors du hajj ou de la umra.
Bâtiment pré-islamique, la Kaaba était initialement un lieu de culte de la religion arabe préislamique, où l'on vénérait entre autres les trois filles de Houbal : Al-Lāt, Manat et Al-‘Uzzā. Après la conquête de la Mecque par Mahomet, en 630, la Kaaba a été vidée de leurs statues, la symbolique de ce bâtiment vide signifiant, depuis lors, qu'un croyant ne peut adorer que Dieu, à l'exclusion de tout objet matériel et de toute idole, idée que l'Islam partage avec le judaïsme.
Selon la tradition islamique, il y aurait deux Kaaba distinctes, l'une terrestre pour les hommes, et l'autre céleste pour les anges.

## Étymologie
Initialement, le mot Ka'ba (arabe كَعْبَة) désigne n'importe quel édifice de forme cubique. Le nom s'appliquait déjà à l'ancien sanctuaire de forme cubique qui se trouvait à la Mecque avant l'avènement de l'Islam. Par la suite, on trouve mention du mot à deux reprises dans le Coran, aux versets 95 et 97 de la sourate 5 (La Table). Le verset 97 est particulièrement important : « Dieu a institué la Ka'ba, — Maison sacrée, édifiée pour les hommes — le mois sacré, l'offrande (...). » Après l'établissement de l'islam, la Kaaba sera aussi communément appelée Bayt Allāh « Maison de Dieu »,.
Pour Malek Chebel, le terme kaaba pourrait provenir du « nom d’une ancienne déesse locale du nom de Kaabâh ». Cependant, en 1947 déjà, René Guénon relevait que certains voyaient dans Kaaba une déesse qui aurait été représentée par la Pierre noire, tout en soulignant qu'il s'agissait là d'une confusion et qu'il n'y a jamais eu de divinité de ce nom.
Au XVIIIe siècle, en France, on trouve dans L'Encyclopédie la transcription Kiabé.

## Histoire

### Période pré-islamique

#### Un lieu de culte pré-islamique
« En dehors des traditions musulmanes, l’on ne sait presque rien sur le passé de la Kaʿba. […] Les renseignements historiques ne commencent qu’avec l’histoire de Mahomet. » Quelques récits et textes semblent attester néanmoins d'une existence d'un lieu de culte dès le VIe siècle.
La Kaaba primitive apparaissait probablement au départ comme un simple enclos de pierres sans toit, édifié à proximité immédiate d'un point d'eau salvateur au fond d'une vallée sèche et sans arbre. Les hommes de l'Arabie déserte considéraient le bas-fond comme un lieu symbolique qu'il s'agisse de la sphère profane ou celle du sacré. Dans les creux de terrain se collectaient les eaux pluviales, principe fondamental de vie et de survie. Les clans de la partie basse de la ville, près des puits, constituaient l'assemblée tribale mala'. L'ensemble du territoire mecquois était strictement délimité par des pierres-bornes ansâb fichées en terre et qui existent toujours aujourd'hui.
La construction dans ce lieu signalait manifestement déjà une intention cultuelle et confirmait son caractère d'espace sacré. L’esplanade entourant la Kaaba faisait l'objet d'un culte ancien et du plus important pèlerinage annuel de l'Arabie (pèlerinage de la « Maison ») qui se doublait par la foire de 'Ukâdh, d'après Jean-Luc Monneret[réf. nécessaire]. La religion des tribus est le polydémonisme : on adore « dans le désert des pierres, des météorites, des arbres, des sources. Chaque objet sacré est entouré d'un haram, ou lieu de culte, objet de tabous religieux[réf. nécessaire]. »
Le jeûne, les offrandes, la tête rasée, l'aumône sont des rites d'expiation qui existaient avant l'Islam[réf. nécessaire]. La circumambulation se pratiquait avant l'Islam comme la plupart des rites repris dans le Hadj. Dans ses Dissertations, au IIe siècle, Maxime de Tyr rapporte, à propos d'un rite d'adoration d'un bétyle que : « les Arabes adorent aussi, mais je ne sais quoi. Quant à l'objet sensible de leurs adorations, je l'ai vu, c'est une pierre quadrangulaire. »
Au IIe siècle également, Clément d'Alexandrie dans son Protreptique (IV, 1) affirme que les Arabes adoraient autrefois la pierre, que Claude Mondésert, dans son édition des Sources Chrétiennes du Cerf, identifie comme étant la Kaaba de la Mecque.
Vers 590, les fondations de la Kaaba furent gravement endommagées par des pluies torrentielles. Menaçant de s'effondrer, le sanctuaire dut être démoli et reconstruit par les Quraychites[réf. nécessaire], la tribu dont est issu Mahomet (qui était alors âgé de 20 ans).

#### Autres Kaabas dans l'arabie préislamique
L'existence d'autres lieux de cultes désignés par le même nom, chacun dédié à une ou plusieurs divinités et renfermant des idoles, est attestée. Les sources textuelles, fragmentaires, permettent d'en recenser une vingtaine. Elles furent détruites graduellement après l'arrivée de l'islam.

#### Selon la tradition islamique
Selon le Coran, les pèlerins païens dansaient et sifflaient durant le pèlerinage (« leur prière à la Maison n'était que sifflements et battements de mains » — sourate 8, 35) pratiques non reprises par l'Islam, les animaux amenés pour être immolés portaient des guirlandes au cou, soulignant le caractère sacré de ces bêtes (sourate 5, 97).
Selon le Coran, la Kaaba a été construite par la main d'Abraham et de son fils Ismaël, ceci en s'aidant d'une éminence, appelée Station d'Abraham. D'autres traditions islamiques affirment que la Kaaba a été construite la toute première fois par Adam lui-même et qu'il s'agissait du premier temple sur Terre. Selon la tradition musulmane[réf. nécessaire], la Kaaba fut détruite et reconstruite dix fois avant l'islam, deux fois ensuite.
Pour Tabari (Ta'rikh, I, 193-194), la Kaaba, pourtant située dans un bas fonds, échappe au Déluge (sourate LIV - Cor. VI, 6) ainsi que la pierre noire qui y est encastrée : la construction et la pierre noire sont « exhaussées au ciel ».
Selon la tradition islamique (Sahih al-Bukhari 64.48.7), à l'avènement de l'islam, la Kaaba contenait plus de 360 idoles (représentant probablement les jours de l'année) dont les représentations de certains prophètes et de Marie ainsi que des pierres ou statues de divinités pré-islamiques. Les plus vénérées et les plus plébiscitées étaient Hubbal, al-Lat, al-`Uzza et Manat. Ces trois déesses sont citées dans le Coran (sourate 53, L'étoile). Les musulmans pensent que pendant très longtemps, la Kaaba fut symbole du culte monothéiste d’Abraham dans la Péninsule Arabique, et qu'un jour des populations bédouines vinrent de toute l'Arabie y déposer les statues (asnâm) de leurs idoles, auxquelles elles rendaient visite une fois par an lors d'un pèlerinage.[réf. nécessaire] Selon des biographies anciennes, Mahomet aurait retiré toutes les statues de la Kaaba lors de la prise de la ville, à l'exception des représentations de Jésus et de la Vierge (dont la Vierge à l'Enfant de la Kaaba) et d'une peinture représentant Abraham. Il est dit dans le Livre des idoles que les Arabes les considéraient comme les « filles du dieu » (Allah dans le texte). On peut supposer que ce dieu était Houbal (arabe : هُبَل), divinité principale de la Kaaba préislamique.[réf. nécessaire]. Il s'agit d'un dieu lunaire aux attributs proche de ceux du dieu assyro-babylonien Sîn.[réf. nécessaire]
Pour Jacqueline Chabbi, la tradition islamique des 360 idoles « semble être sortie de l'imagination du collecteur de tradition, Ibn al-Kalbi (737-819), qui cherchait sans doute à présenter le triomphe de son Prophète terrassant l'idolatrie. » De même, l'évocation de Hubal pourrait être une confusion avec le mot hébreu hevel, signifiant « vaine idole » (Livre de Jérémie). Pour l'auteur, « il ne semble pas, en fait, qu'il y ait eu à La Mecque la moindre représentation picturale ni la moindre statue divine, mais seulement, comme aujourd'hui, des pierres sacrées brutes qui avaient été enchâssées dans le mur ».

### Période islamique
La « mosquée sacrée » et la Kaaba vont devenir avec l’avènement de l'Islam un lieu de culte majeur vers lequel se tournent les fidèles pour prier.
Initialement les musulmans priaient en direction de Jérusalem. Ce pourrait-être à la suite du conflit entre Mahomet et les juifs locaux médinois que la Kaaba mecquoise a été désignée comme direction de substitution. Le Coran s'intéresse au pèlerinage mecquois en l'an 6 de l'hégire pour des raisons politiques. L'abrahamisation de la Kaaba est une dépossession. Les Juifs vaincus sont délégitimés au présent et au passé.[citation nécessaire] Le « temple » coranique d'Abraham va donc à la fois annuler et remplacer celui des juifs, et faire disparaître leur « lieu de prosternation » (masdjid, selon Cor. XVII, 7).
L'historien Dan Gibson, quant à lui, soutient dans son livre Qur'anic Geography que la ville sainte originale du Coran serait Pétra, située dans une vallée, et que la relocalisation de la pierre noire par Abd Allah ibn az-Zubayr à l'emplacement actuel de La Mecque aurait été la cause du changement de la qibla des mosquées de Petra vers La Mecque au deuxième siècle après l'hégire.
Au cours de l'histoire, plusieurs peuples se sont installés auprès de la Ka'ba : les Amalécites, la tribu de Jorhom, de Khazâ'a, de Qoreysh ainsi que d'autres tribus. L'islam a particulièrement multiplié les marques d'honneur et de vénération pour la Ka'ba. En 683, Abdallah ibn Zobeyr, gouverneur du Hijâz, décida d'achever la construction de la Ka'ba débutée par les Qoreysh. En 693, le calife Abdelmalek ibn Marwan exigea une restauration entière de la Ka'ba, incluant la partie du mur située à côté de la Pierre noire. Les historiens sont unanimes pour affirmer que cette restauration fut achevée et préserva l'édifice de tout incident pour longtemps.

### Destructions du site par le califat omeyyade
Selon la tradition islamique, en 684, sous le règne du calife Yazid ibn Muawiya, la Kaaba est incendiée par l'armée du califat omeyyade. À la suite de cet incendie, la Kaaba est « rasée jusqu'au sol » puis reconstruite par le calife de Medine, Ibn al-Zoubayr,[réf. nécessaire]
En 692, La Mecque est assiégée par Al-Ḥadjdjâdj ben Yûsuf, envoyé du calife omeyyade Abd al-Malik contre `Abdullah ibn az-Zubayr ; la Kaaba aurait été détruite par catapultes et incendiée. Ibn az-Zubayr la reconstruit l'année suivante.

### Après le califat omeyyade
La pierre noire fut enlevée par les Qarmates en 930 et disparut pendant 21 ans.
Le matin du mercredi 16 mars 1630, le sanctuaire jusqu'à la Ka'ba a été inondé à la suite de pluies diluviennes. Le soir, le mur nord et une partie des murs Est et Ouest se sont écroulés. Le sultan ottoman Mourad IV exigea en 1630 la destruction des murs en raison du mauvais état de l'ensemble de l'édifice. Des travaux de reconstruction ont été rapidement entrepris de telle sorte que le 2 juillet 1631 la Ka'ba était restaurée.
En 1916, après que Hussein ben Ali lance la Grande Révolte arabe, lors de la bataille de La Mecque opposant les forces arabes et ottomanes, les troupes ottomanes bombardent la ville et touchent accidentellement la Kaaba, mettant son voile protecteur en feu. Cet incident est ensuite exploité par la propagande de la Grande Révolte arabe pour tenter de démontrer l'impiété des Ottomans et la légitimité de la révolte en tant que guerre sainte. Cela explique en partie pourquoi les musulmans des empires coloniaux occidentaux refusent de rejoindre l'Empire ottoman pendant la Première Guerre mondiale.

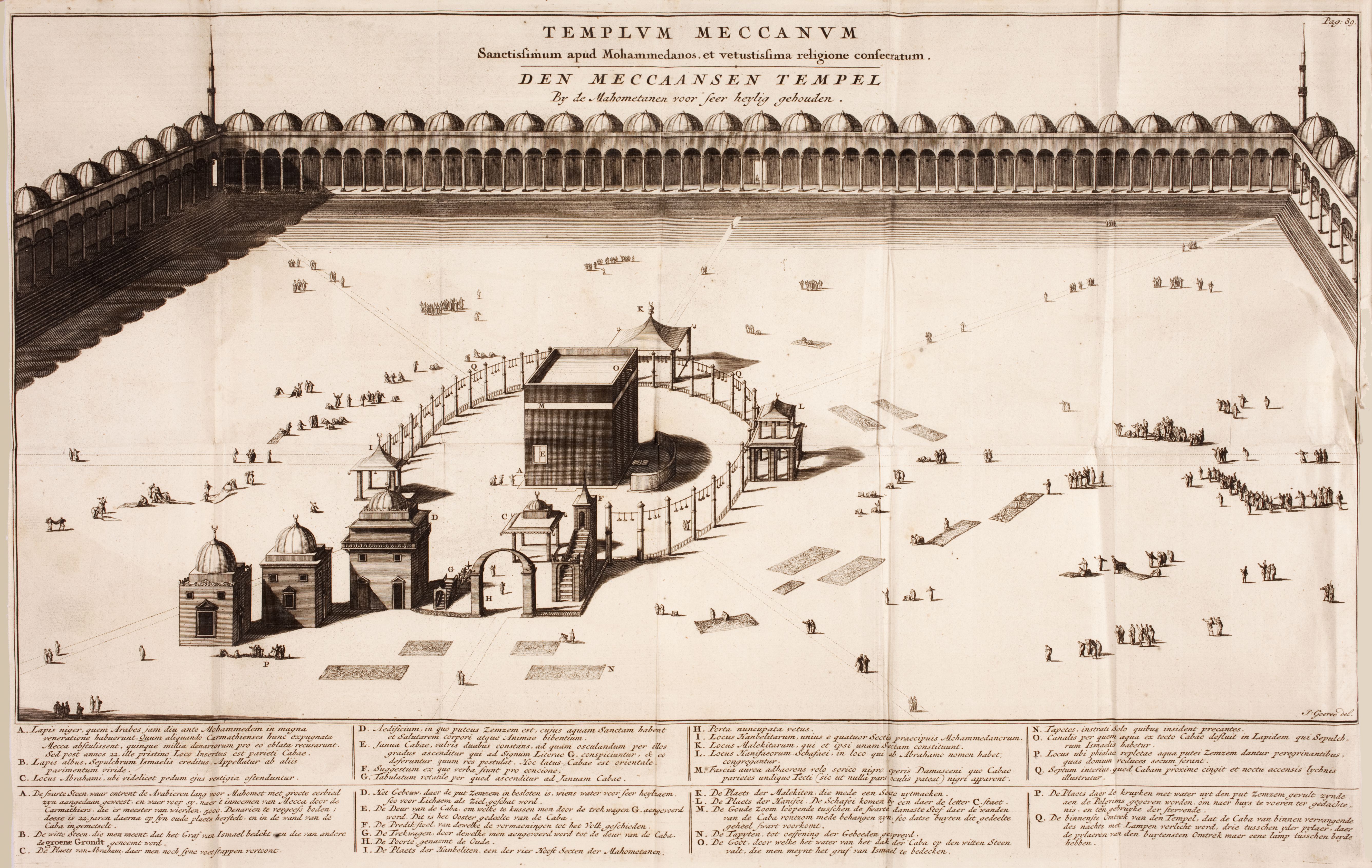
Dessin de 1718. En C, la station d'Abraham, et en D, le puits Zemzem.
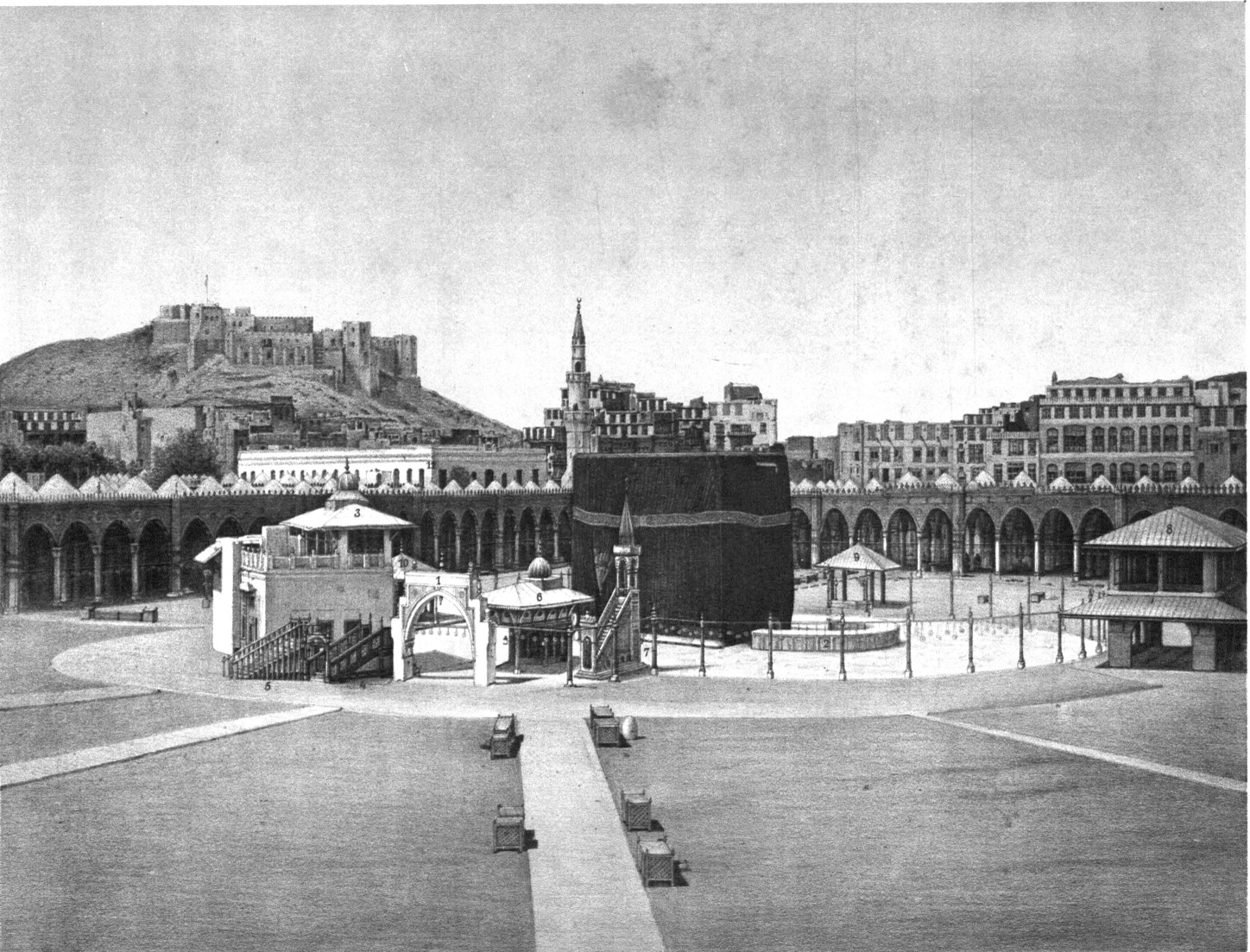
Photo de 1889 de l'orientaliste Snouck Hurgronje. 2: le hijr; 3: le puits Zemzem; 6: la station d'Abraham.
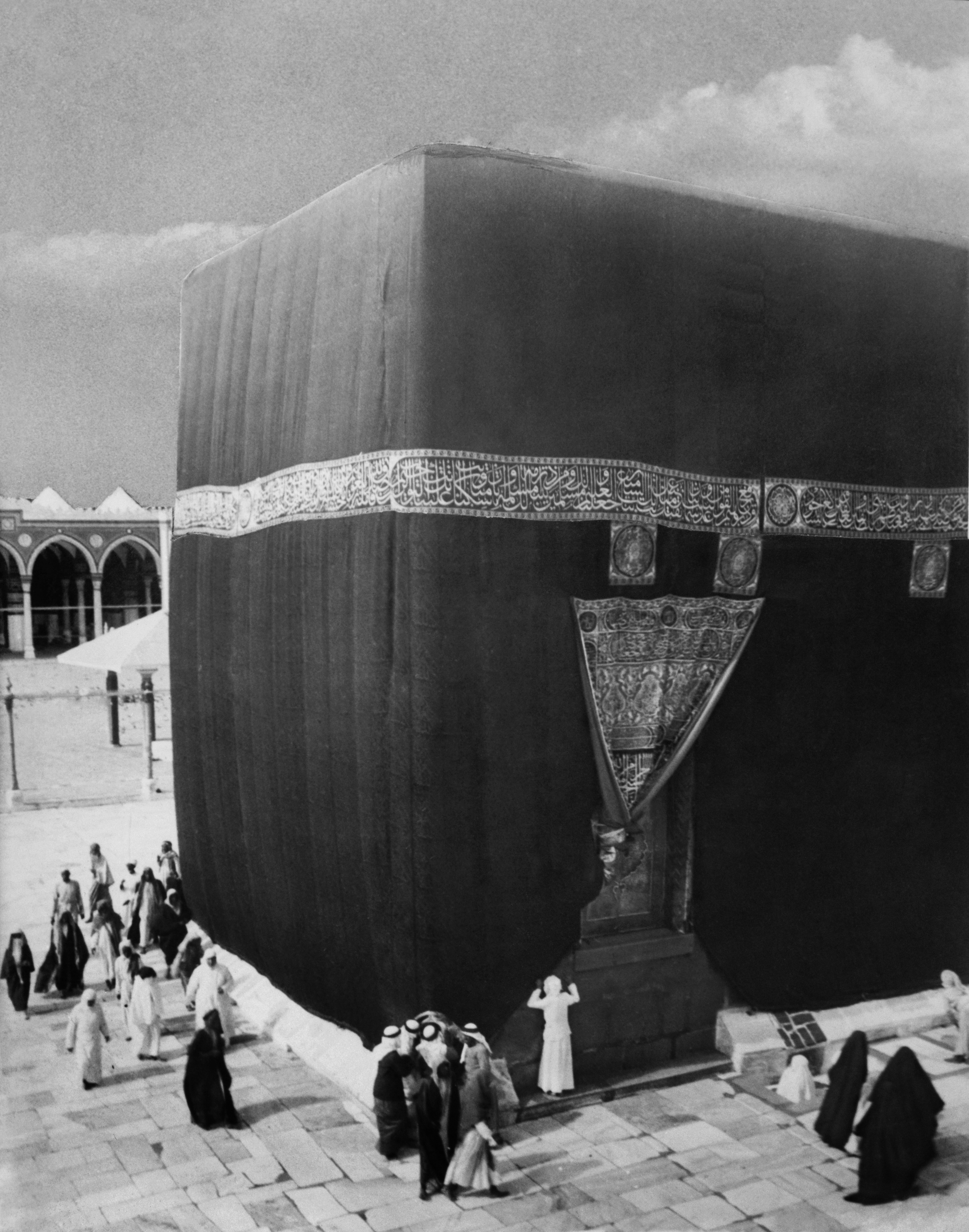
La Kaaba en 1910. On voit bien le seuil qui surélève la porte d'entrée, et on distingue, dans l'angle, la Pierre noire derrière le groupe d'hommes.

## Signification pour l'islam

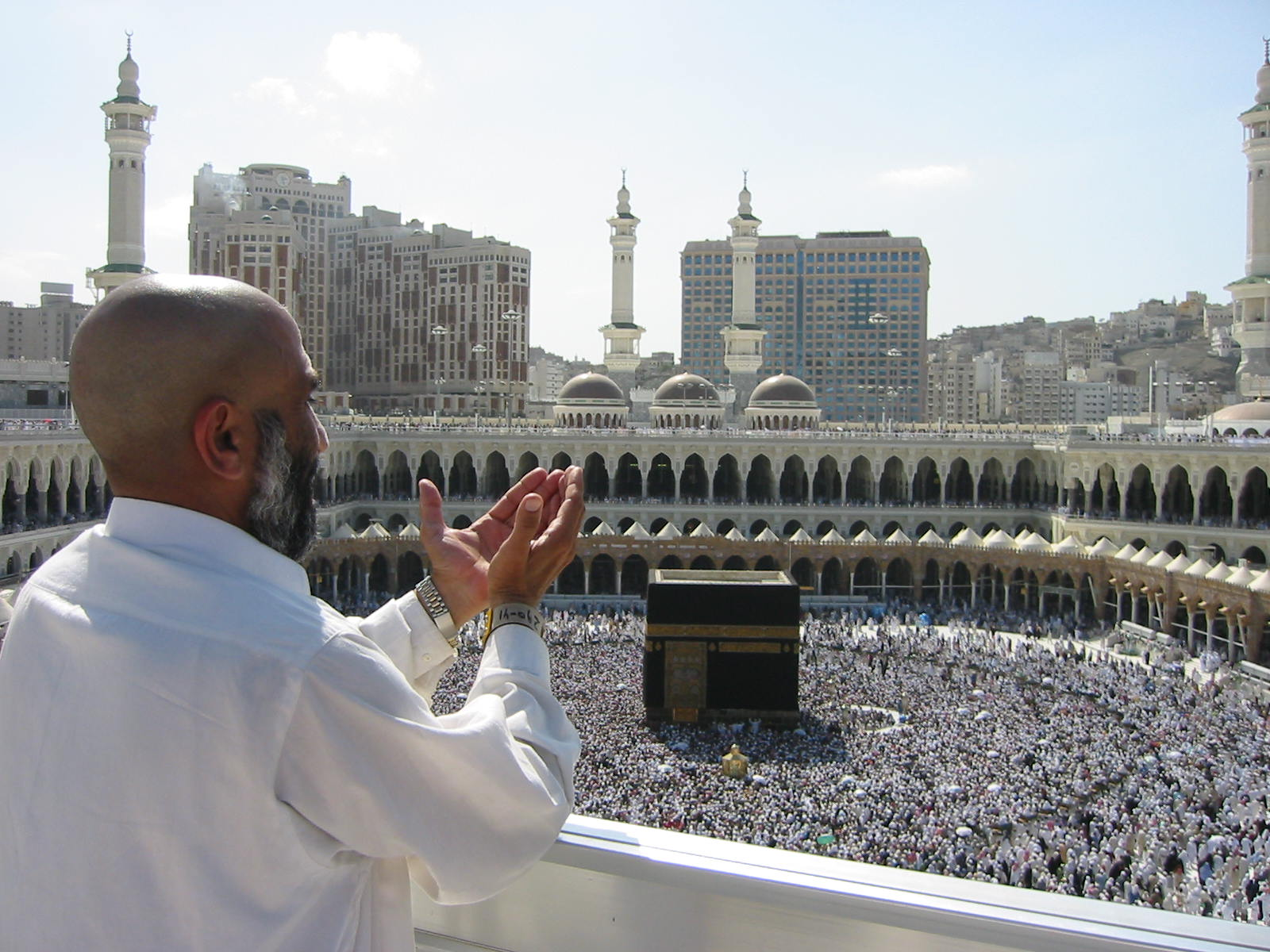
Fidèle priant en étant tourné vers la Kaaba, dans le Masjid al-Haram.

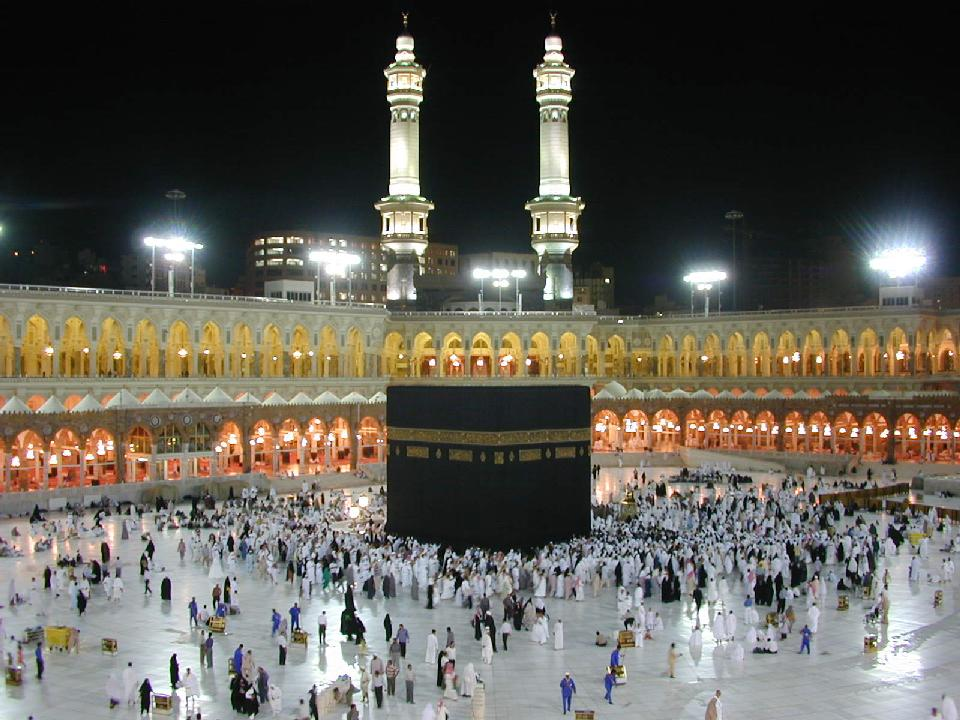
La Kaaba le soir. À l'arrière-plan, on distingue l'enceinte de la Grande Mosquée et deux de ses minarets.

Revenant dans sa ville natale en 630 (8 de l'hégire), selon la tradition, Mahomet détruit les idoles de la Ka'ba. Les associateurs, les idolâtres ne peuvent plus accéder aux lieux saints : Dieu interdit le retour au Temple des infidèles qui y pratiquaient leurs dévotions.
Pour l'islam, la « demeure sacrée » mecquoise avait toujours été le lieu cultuel primordial. Abraham, aurait été, après le Déluge de Noé, l'initiateur du culte premier et cela sur ordre divin. Pour les musulmans, « Abraham était donc musulman. Même si ce n'est pas dit aussi clairement, car le discours se focalise sur Abraham, tous les « prophètes » postérieurs doivent eux aussi, selon la même optique, avoir été musulmans avant qu'ils ne tombent dans la déviation et la perversion. » explique l'historienne Jacqueline Chabbi.
Le calcul de la qibla, le mur qui, dans la salle de prière d'une mosquée, est placé perpendiculairement à la direction de La Mecque, stimula les géographes musulmans.

### Eschatologie
Mahomet aurait annoncé la destruction définitive de la Kaaba comme signe de la fin des temps. Plusieurs hadiths en parlent :

« Abou Hourayra (ra) a dit que le Messager d'Allah a dit : « La Kaaba sera détruite par un abyssinien du nom de Dhou As-Souwayquatayn ». »

— Al-Boukhari, n°1519
« L’éthiopien aux jambes courtes ruinera la Ka'ba. (Al-Boukhâri, Mouslim). Et dans une autre version : « Il me semble le voir, noir, les genoux cagneux, en train de la démolir pierre par pierre ». (Al-Boukhâri, Mouslim) »

« Le Prophète a dit : « Laissez les Abyssiniens en paix tant qu'ils en feront de même pour vous ; seul l’Abyssinien aux jambes courtes extraira le trésor de la Ka'ba »

— Abou Dâwoûd
Cette destruction définitive de la Kaaba, rendant le pèlerinage impossible et faisant partie des signes majeurs de la fin des temps fait consensus[réf. nécessaire] chez tous les grands oulémas musulmans.

## Description

Plan de la Kaaba avec ses dimensions. (Sill = « seuil ».)

La Ka'aba est un bâtiment de granite dont le matériau fut extrait des collines avoisinantes. Les murs ont une épaisseur d'un mètre. Ils ont une hauteur de 12,95 mètres. Les mesures des quatre côtés de ce faux parallélépipède sont : côté est, 11,68 mètres ; côté ouest, 12,01 mètres ; côté sud, 10,18 mètres ; côté nord, 9,90 mètres.
On ne peut y accéder que par une porte en bois à deux battants, plaquée de 280 kg d'or pur, haute de 3,10 mètres et large d'1,70 mètre située sur le côté du mur est, dont le seuil se trouve à 2,25 mètres au-dessus de la base de la Kaaba. Cette porte est ouverte trois fois par an pour permettre de laver le plancher avec de l’eau puisée à la source Zamzam (qui est supposée avoir été découverte par Agar lorsqu'elle cherchait désespérément de l'eau pour son fils Ismaël pendant leur exil dans le désert)[réf. nécessaire].
À l’intérieur, la pièce est vide. Les ornements sont rares et sobres. Le faux plafond est supporté par trois piliers, le tout étant en teck avec des motifs sculptés.
 Entre les colonnes passent des tiges rigides, sur lesquelles sont suspendus des lampes en or et en argent. Ces trois colonnes s'élèvent jusqu'au premier plafond, laissant vide un espace entre celui-ci et le plafond supérieur. Chacune d'entre elles porte trois anneaux d'or qui la renforcent.
Les murs sont recouverts de plaques de marbre blanc jusqu'à une hauteur de trois mètres. À l'intérieur de la Ka'ba se trouvent dix plaques de marbre blanc. Neuf d'entre elles sont recouvertes d'inscriptions en style tuluth. Sur la dixième, on trouve des calligraphies en bas relief, en style coufique carré. Les lettres sont constituées de fragments de marbre de couleur collés ensemble. Toutes ces plaques ont été réalisées après le XIIIe siècle. Sur la paroi est, entre la porte de la Ka'ba et la porte du repentir, une plaque de marbre a été fixée pour rendre hommage à la restauration entière de la Ka'ba par le roi Fahd ibn Abdulaziz al Saoud.
Toutes les parois des murs sont revêtues de tentures de soie verte où est écrite la profession de foi en tissage blanc et certains des 99 noms de Dieu, écrits en chiffres arabes (huit et sept)[pas clair]. Le plafond est aussi recouvert de la même soierie.
Dans l'angle nord-est de la pièce, une cage d'escalier étroite permet d’accéder à la terrasse se trouvant 1,20 mètre au-dessus du faux-plafond. La porte d'accès est nommée « la porte du repentir ». Elle possède un verrou et est couverte d'une tenture de soie avec des incrustations d'or et d'argent, qui portent des inscriptions.
On emprunte l'escalier une fois par an pour changer la kiswa, le brocart noir brodé de versets coraniques recouvrant la construction, qui est fixé par des cordes au parapet qui entoure la terrasse.
Au XIXe siècle, la Kaaba était entourée de petits bâtiments et de palissades de facture extrême-orientale ressemblant à des pagodes.[réf. nécessaire]

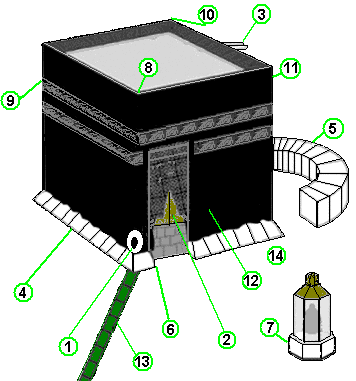
Schéma représentant les éléments de la Kaaba.

1. La pierre noire (angle sud-est) (arabe : الحَجَر الأَسْوَد [al-hajar al-aswad]). En 684, la Kaaba est endommagée par un incendie, la pierre noire éclate à cause de la chaleur. En 930, celle-ci est prise par les Qarmates, et restituée en 950. Enchâssée dans un cadre en argent, elle fait objet d'un culte litholatrique. L'hypothèse de son origine météoritique (pierre tombée du ciel et considérée comme une messagère des dieux) a été soulevée, mais tout prélèvement ou analyse est interdit[33] ;
2. La porte de la Kaaba (mur est) ;
3. Gouttière (en or) pour évacuer les éventuelles eaux de pluie (mur nord) (arabe : ميزاب [mīzab], gouttière). En 1626 une inondation fait écrouler trois des quatre murs de la Kaaba. Elle a été reconstruite en 1627. C'est alors qu'on installe cette gouttière et le châdharwân qui protège le soubassement des eaux de ruissellement ;
4. Le châdharwân est une partie du soubassement de la Kaaba (arabe : الشاذَروان [al-šāḏarwān]) ;
5. La zone appelée hatîm (الحَطيم, [al-haṭīm], partie effondrée ?) est délimitée par le muret appelé pierre d'Ismaël, selon d'autres sources le mot hatîm désigne aussi le muret. Cela correspond à une partie de la Kaaba originelle sous laquelle serait enterrée Agar, la mère d'Ismaël (arabe : حجر إسماعيل [hijar ismā`īl]) ;
6. Al-Multazam (مُلْتَزَم [multazam], lié par un engagement) désigne le pan de mur entre la porte de la Kaaba et la pierre noire ;
7. La station d'Abraham (arabe : مقام إبراهيم [maqām ibrāhīm], station d'Ibrahim) : lors de la construction de la Kaaba par Abraham et son fils Ismaël, celle-ci prenant de la hauteur, le prophète aurait été contraint de monter sur cette pierre, tout en y laissant l'empreinte de ses pieds ;
8. Angle de la Pierre noire (sud-est) ;
9. Angle du Yémen (sud-ouest). Une grande pierre placée verticalement forme cet angle du bâtiment. La coutume est de caresser ou saluer cette pierre.
10. Angle de la Syrie (Cham) (nord-ouest) ;
11. Angle de l'Irak (nord-est) ;
12. Kiswa (arabe : كِسْوة [kiswa], vêtement ; habit ; draperie), voile brodé d'or, recouvrant la Kaaba (autre nom en arabe : سِتار الكعبة [sitār al-ka`aba], voile / tenture de la Kaaba) ;
13. Bande de marbre marquant le début et la fin des tours ;
14. Cet emplacement est parfois appelé la station de Gabriel (arabe : مقام جبريل [maqām jibrīl], station de Gabriel).

## Autres Ka'aba et autre sens du terme
La Mecque était aussi avant l'Islam une ville cultuelle pour les tribus de cette région. Le culte (celui notamment de demande de pluie) qui y était rendu par les sédentaires de la région depuis une époque indéterminée (nabatéenne ? araméenne ?) était local et de type bétylique (la Ka'ba). Selon toute vraisemblance, dans cette partie de l'Arabie, se pratiquait le culte des pierres sacrées, les bétyles ou « demeures de Dieu », brutes et non sculptées. Il s'agissait de pierres lisses, très dures et de dimension maniable (basaltes ou quartz présents sur place d'origine volcanique). Elles auraient été considérées comme des réceptacles de la puissance des protecteurs surnaturels des tribus.
Selon les recherches de Édouard-Marie Gallez, la Kaaba est, dans le Coran, un terme qui évoque le temple de Jérusalem.